# Klein-Winternheim
Klein-Winternheim – miejscowość i gmina w Niemczech, w kraju związkowym Nadrenia-Palatynat, w powiecie Mainz-Bingen, wchodzi w skład gminy związkowej Nieder-Olm.

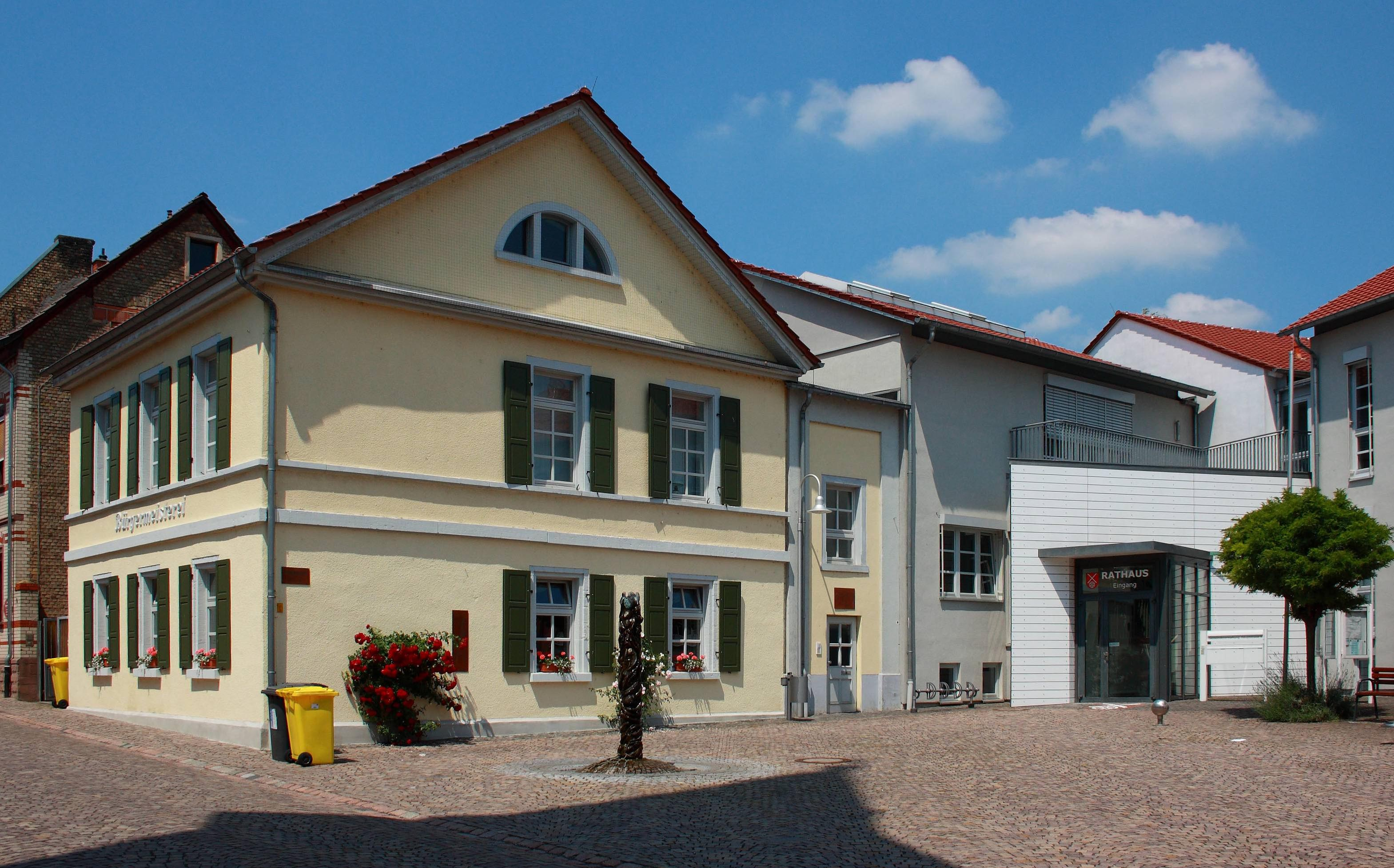
Ratusz

## Współpraca
Miejscowości partnerskie:
- Elxleben, Turyngia
- Muizon, Francja